# Nigger (Canción de Clawfinger)
«Nigger» es el primer sencillo de la banda de rap metal, Clawfinger. Lanzada por primera vez en un demo de tres pistas antes de aparecer en su álbum debut, Deaf Dumb Blind (1993), la canción alcanzó un éxito inmediato, alcanzando el puesto N.º 4 en la lista de sencillos de Noruega y el puesto N.º 22 en Suecia.
El cantante Zak Tell siempre ha insistido en que la canción contiene un mensaje antirracista, que enfatiza antes de interpretarla en vivo. El contenido lírico de la canción también ha sido descrito como «provocativo y críticamente relevante». Sin embargo, la controversia en torno a la canción ha llevado a que la banda nunca dé un concierto en Norteamérica.
«Nigger» fue tocado en todos los conciertos de Clawfinger a partir de 2019, pero en 2024 Tell dijo que la banda había dejado de tocar la canción por respeto a los nuevos tiempos.

## Retiro de la canción
En junio de 2024 durante una entrevista en el canal de YouTube francés LoudTV, Tell dijo que Clawfinger ya no va a interpretar "Nigger" en vivo por respeto al cambiante clima político, específicamente citando al movimiento Black Lives Matter. Él explicó, "No es porque no lo respaldemos, porque respaldamos la letra de esa canción al 100 por ciento, sino que es para ser respetuosos con la forma en que es el mundo ahora mismo... en realidad, solo somos una pequeña, estúpida puta banda de rock. Y este tema es mucho más grande que eso."

## Listado de pistas
- CD: MVG Records / MVGCDS 7

1. "Nigger" – 3:48
2. "Get It" – 4:43
3. "Love" – 3:01

## Charts
| Chart (1993)               | Posición |
| -------------------------- | -------- |
| Europa (Eurochart Hot 100) | 93       |
| Noruega (VG-lista)         | 4        |
| Suecia (Sverigetopplistan) | 22       |